# Prunella rubida
Prunella rubida là một loài chim trong họ Prunellidae.